# Juan O'Gorman
Juan O'Gorman (Ciudad de México, 6 de julio de 1905-Ciudad de México, 18 de enero de 1982) fue un destacado pintor y arquitecto mexicano, hermano del historiador Edmundo O'Gorman.

## Estudios
O'Gorman nació en el barrio de Santa Catarina, Coyoacán, en la Ciudad de México. Fue hijo del ingeniero en minas y pintor autodidacta irlandés Cecil Crawford O'Gorman y de Encarnación O'Gorman Moreno, y hermano del historiador Edmundo O'Gorman. En los años veinte, estudió arquitectura en la Escuela Nacional de Arquitectura, localizado en esos años en el segundo piso de la Academia de San Carlos, y lo que es hoy la Facultad de Arquitectura de la Universidad Nacional Autónoma de México. Además, tuvo una formación de pintor fuera de la rigidez del academicismo, tomando como referencias José María Velasco, Gerardo Murillo (Dr. Atl), Frida Kahlo y Diego Rivera.

## Funcionalismo mexicano
Se convirtió en un arquitecto destacado bajo la influencia de Le Corbusier y ayudó a introducir a México la arquitectura funcionalista. En una etapa posterior, se percibe la influencia de Frank Lloyd Wright y de su arquitectura orgánica. A lo largo de su carrera, fue profesor en el Instituto Politécnico Nacional, donde creó la carrera de ingeniero arquitecto.
En su carrera como arquitecto, trabajó en grandes proyectos tales como el nuevo edificio del Banco de México y diseñó/construyó 26 escuelas primarias en la Ciudad de México. En Jardines del Pedregal de San Ángel, edificó, a principios de los años cincuenta, su propia casa, una verdadera obra de arte que, lamentablemente, fue demolida posteriormente por la escultora Helen Escobedo para construir la Academia de música Fermatta. En la zona de San Ángel, O'Gorman diseñó y construyó en 1931–1932 el Museo Casa Estudio Diego Rivera y Frida Kahlo para ambos artistas.
El funcionalismo en México de acuerdo con Juan O'Gorman tuvo dos tendencias que fueron la integralista que es lo útil, lo estético, lo lógico y lo social que son los valores independientes que suponen el valor de lo arquitectónico y uno de sus defensores fue el arquitecto José Villagrán García y después esta la otra tendencia que se llama radical y esta se preocupa por satisfacer las necesidades básicas y optimizar recursos económicos en la construcción en donde se prioriza la utilidad de la obra. 

## Biblioteca Central de la Ciudad Universitaria de la UNAM
Su obra pictórica más celebrada mundialmente, por su creatividad, su técnica constructiva y sus dimensiones, son los murales de cuatro mil metros cuadrados que recubren las cuatro caras del edificio de la Biblioteca Central de la Ciudad Universitaria de la UNAM, obra de Gustavo Saavedra y Juan Martínez. Estos murales son mosaicos hechos con millones de piedras de colores obtenidas en muchos lugares  del país. El lado norte representa el pasado prehispánico; el sur, el colonial; el muro oriente, el mundo contemporáneo, y el poniente, la universidad y el México actual.

"A la vez se preparó en uno de los pisos de acervos del edificio de la Biblioteca en obra, una mesa especial de todo el largo del acervo de 48 metros, para hacer sobre ella los precolados de concreto armado. Me transportaba a la obra en bicicleta a las 7 de la mañana, llevando mi comida para trabajar durante todo el día, y terminaba generalmente a las 9 ó 10 de la noche. Los domingos y días de fiesta también trabajaba el mismo número de horas para acelerar la terminación del mosaico en el menor tiempo posible"
Juan O'Gorman

Como pintor, destacan las obras donde plasmó en espacios públicos pasajes históricos y hechos diversos bajo un estilo particular, donde agrupaba en un momento personajes y hechos relacionados al tema de la obra, como lo hizo en los muros del Museo Nacional de Historia en el Castillo de Chapultepec, en el Aeropuerto Internacional de la Ciudad de México con La conquista del aire por el hombre o en el mural El crédito transforma a México, recién trasladado a la Torre HSBC. O'Gorman realizó también pintura de caballete. Fue miembro de la Academia de Artes a la cual ingresó en 1971. Fue ganador del Premio Nacional de Bellas Artes en 1972.
Se suicidó el 18 de enero de 1982, luego de estar sumido en una fuerte depresión desde el fallecimiento de Frida Kahlo ocurrido en 1954, el ver arruinada su casa de avenida San Jerónimo, la muerte de su amigo Max Cetto y al darse cuenta de que su hija adoptiva Bunny ya no lo necesitaría. Existen tres versiones de su suicidio y probablemente las tres sean ciertas; primero realizó una mezcla con las pinturas con las que realizaba sus murales y se la bebió, se colgó de un árbol y posteriormente se dio un disparo con su escopeta en la sien para finalmente caer ahorcado del árbol; con él se extinguía el movimiento del muralismo mexicano del siglo XX. Meses más tarde fue sepultado en la Rotonda de las Personas Ilustres de la Ciudad de México.

## Obras representativas
- Museo Casa Estudio Diego Rivera y Frida Kahlo
- Casa Cecil O'Gorman
- Biblioteca Central de la UNAM
- Casa Juan O'Gorman, Av. San Jerónimo, Pedregal de San Ángel 1956
- "Hidalgo Liberador" del auditorio "Benito Coquet" en el CIESS
- Biblioteca Pública Gertrudis Bocanegra, en Pátzcuaro, Michoacán. México. Mural "Historia de Michoacán" (1942)
- Murales “Canto a la Patria”, “Independencia y Progreso”, y “Los Libertadores” en la Secretaría de Comunicaciones y Transportes (Centro SCOP, 1954)
- Murales "Paisaje de Azcapotzalco" en la Biblioteca Fray Bartolomé de las Casas ubicada dentro de la actual Casa de Cultura de Azcapotzalco (antiguo palacio Municipal) 1926

## Fotografías

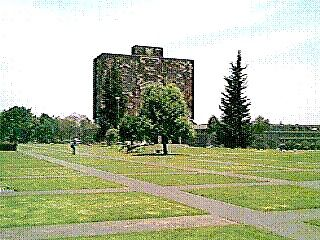
Biblioteca Central de la UNAM y sus murales
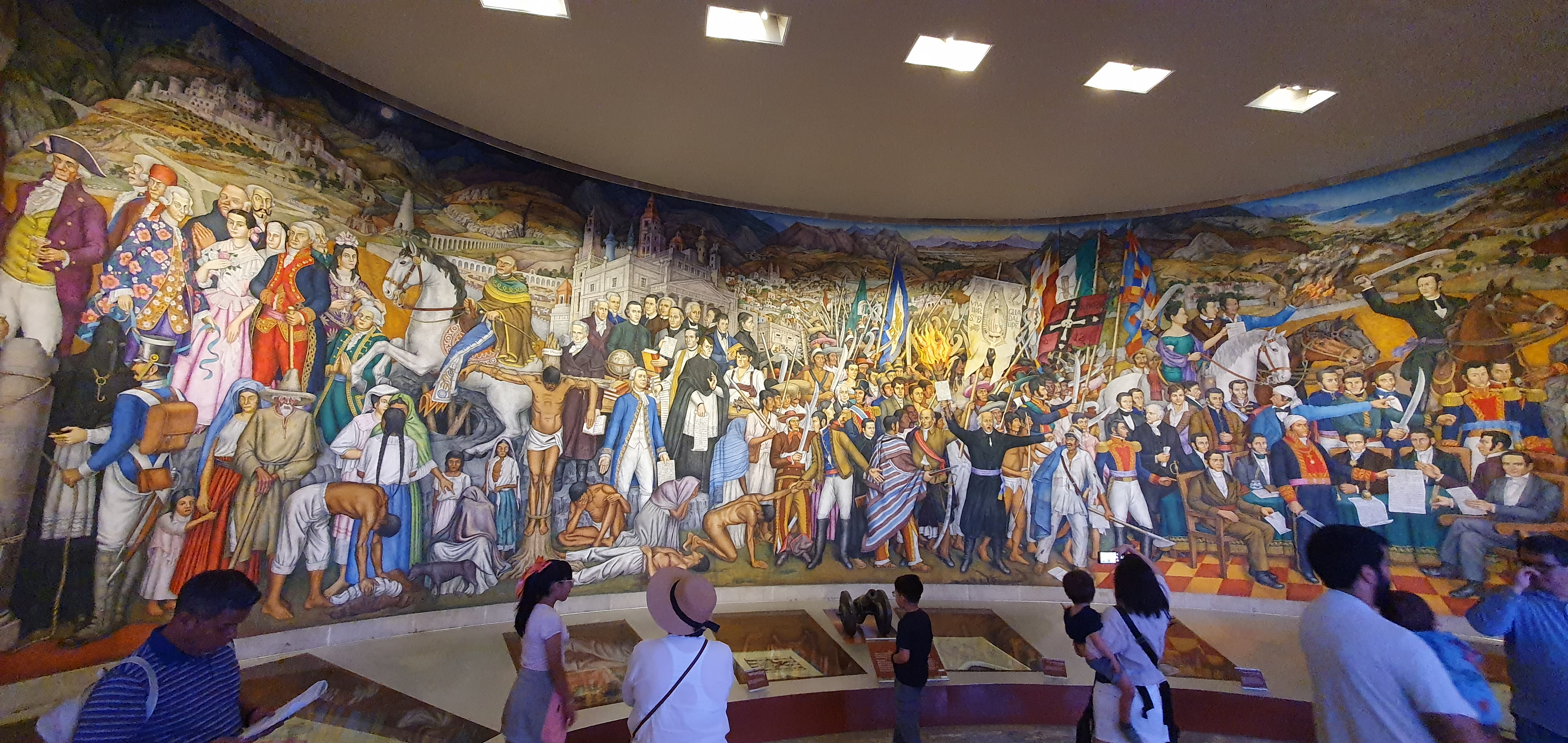
Mural Retablo de la independencia en el Castillo de Chapultepec
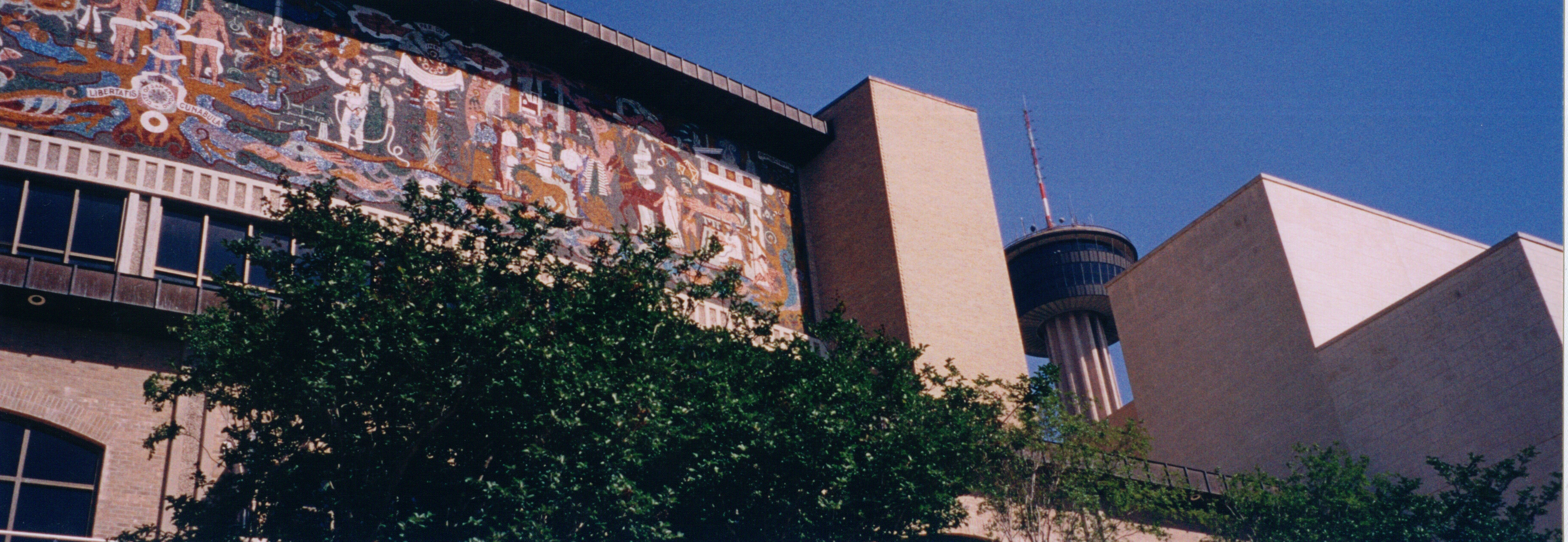
Confluencia de Civilizaciones en las Américas, San Antonio Texas
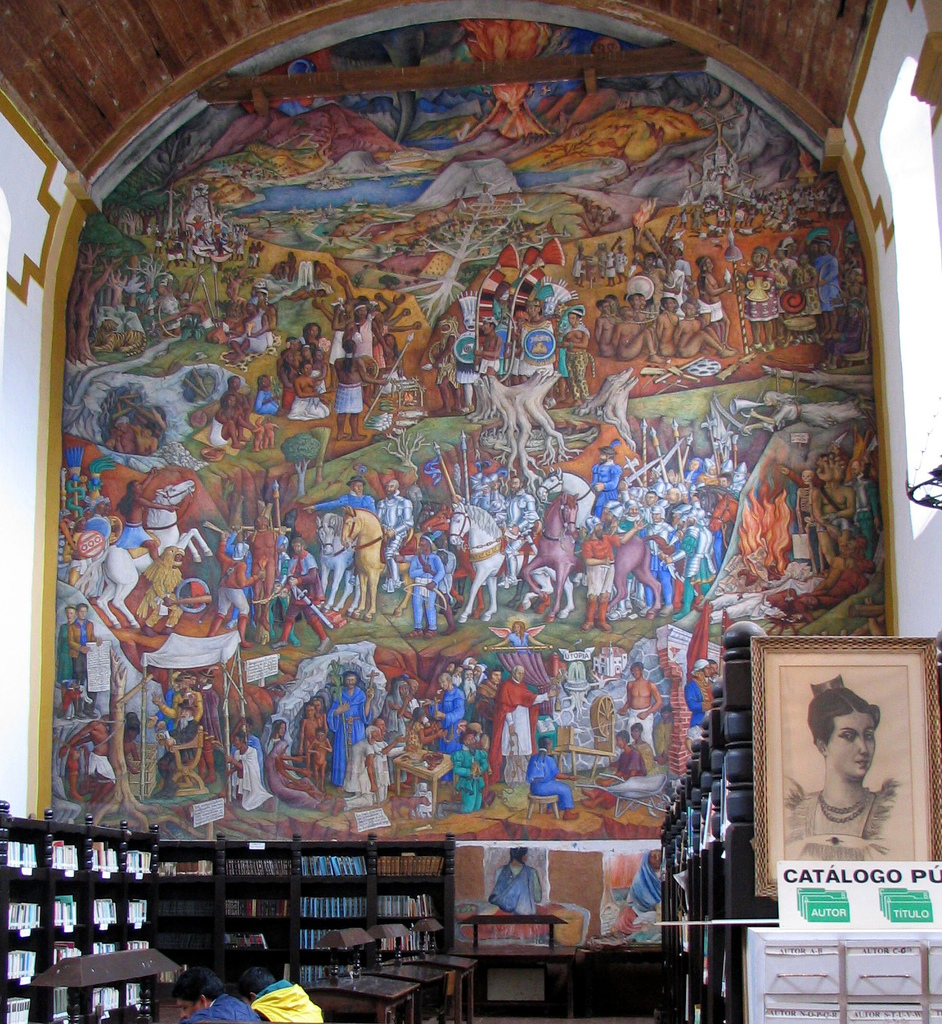
Historia de Michoacán, Mural de la Biblioteca Gertrudis Bocanegra
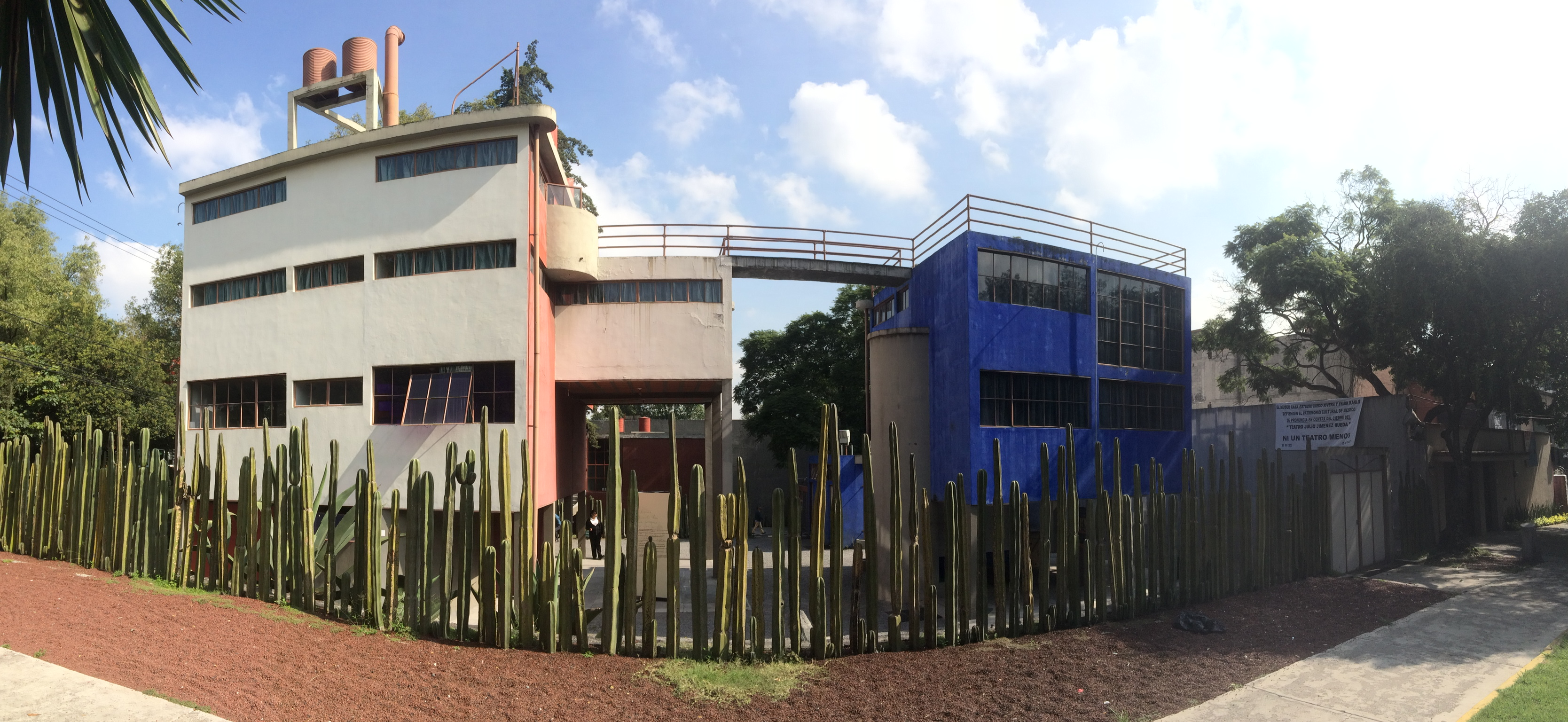
Vista externa del Museo Casa Estudio Diego Rivera y Frida Kahlo
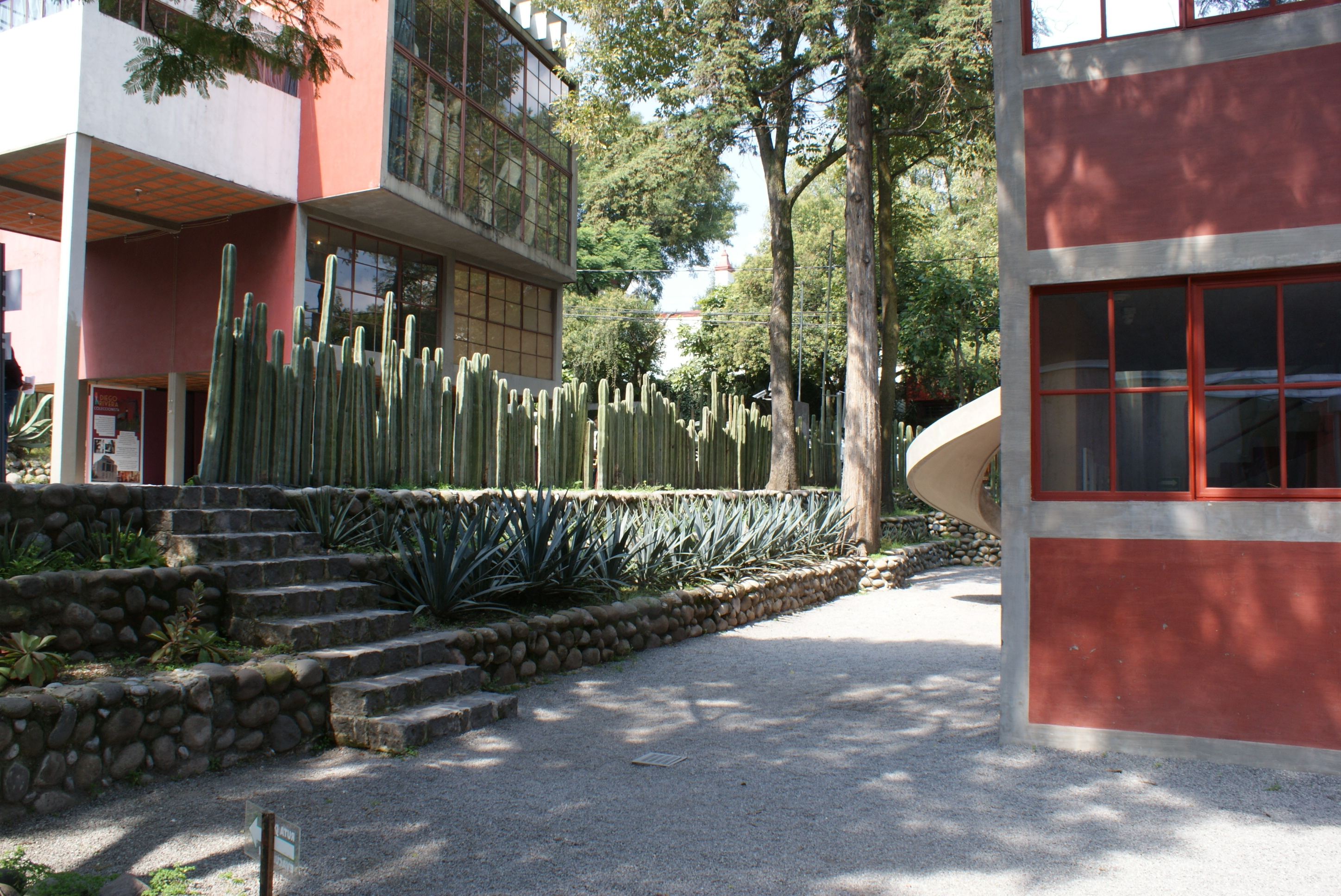
Barda de cactus que divide los terrenos entre las casas de Diego y Frida y la casa de Juan O'Gorman. Vista desde la parte posterior de la casa de O'Gorman
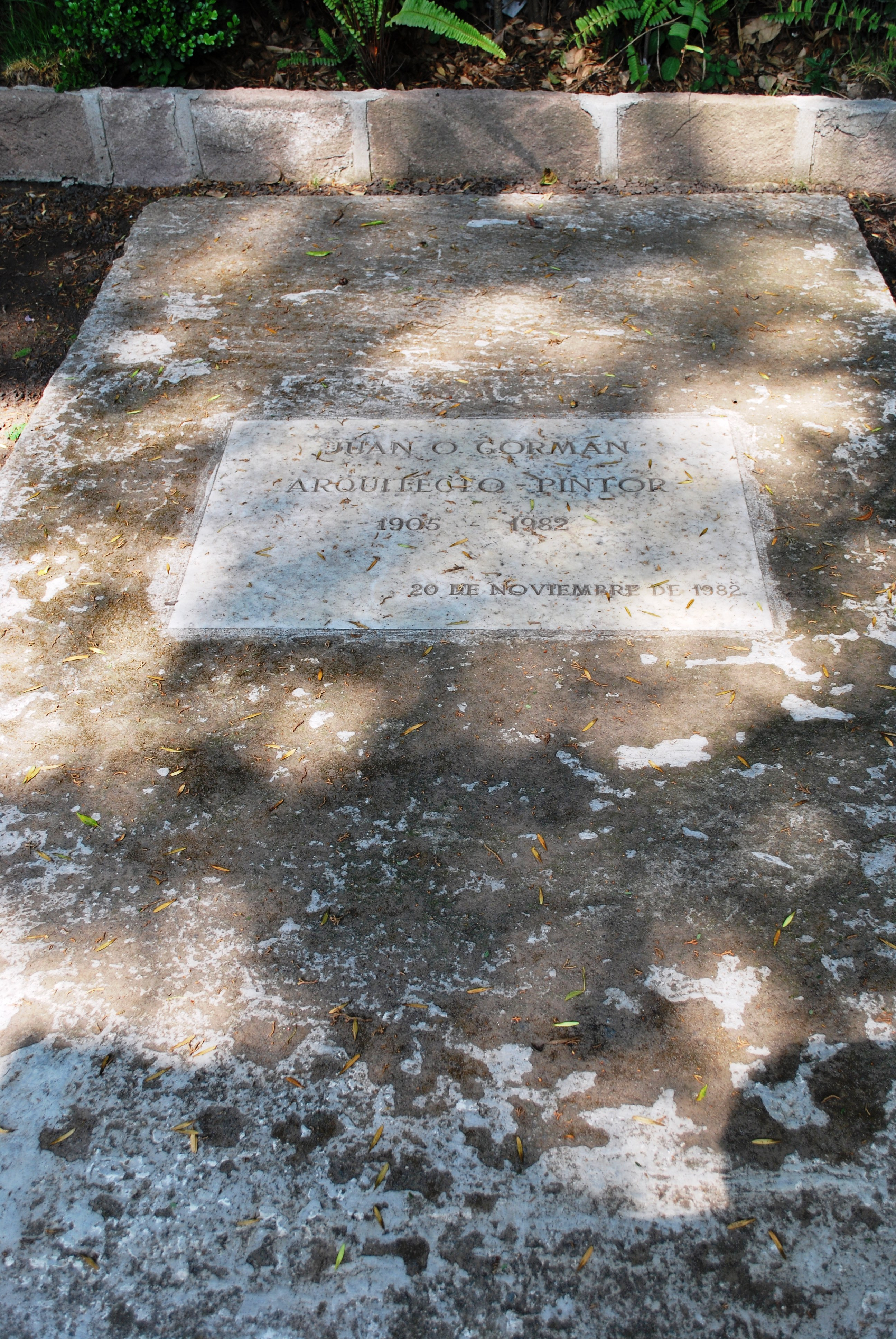
Sepulcro de Juan O'Gorman en la Rotonda de las Personas Ilustres (México)